# Polivinilcarbazol
El polivinilcarbazol (PVK) es un polímero termoplástico resistente a la temperaturaproducido por polimerización por radical a partir del monómero N-vinilcarbazol. Es un polímero fotoconductor y, por tanto, la base de los polímeros fotorrefractivos y los diodos orgánicos emisores de luz.

## Historia
El polivinilcarbazol fue descubierto por los químicos Walter Reppe (1892-1969), Ernst Keyssner y Eugen Dorrer y patentado por I.G. Farben en EE. UU. en 1937.El PVC fue el primer polímero cuya fotoconductividad se conocía. A partir de los años 60, se buscaron otros polímeros de este tipo.

## Producción
El polivinilcarbazol se obtiene a partir del N-vinilcarbazol por polimerización radical de varias maneras. Puede producirse por polimerización en suspensión a 180 °C con cloruro sódico y cromato potásico como catalizador. Alternativamente, también puede utilizarse AIBN como iniciador de radicales o un catalizador Ziegler-Natta.

## Propiedades

### Propiedades físicas
El PVK puede utilizarse a temperaturas de hasta 160 - 170 °C, por lo que es un termoplástico resistente a la temperatura. La conductividad eléctrica cambia en función de la iluminación. Por este motivo, el PVK se clasifica como semiconductor o fotoconductor. El polímero es extremadamente quebradizo, pero la fragilidad puede reducirse mediante copolimerización con un poco de isopreno.

### Propiedades químicas
El polivinilcarbazol es soluble en hidrocarburos aromáticos, hidrocarburos halogenados y cetonas.Es resistente a los ácidos, álcalis, disolventes polares e hidrocarburos alifáticos. La adición de PVK a otras masas plásticas aumenta su resistencia a la temperatura.

## Uso

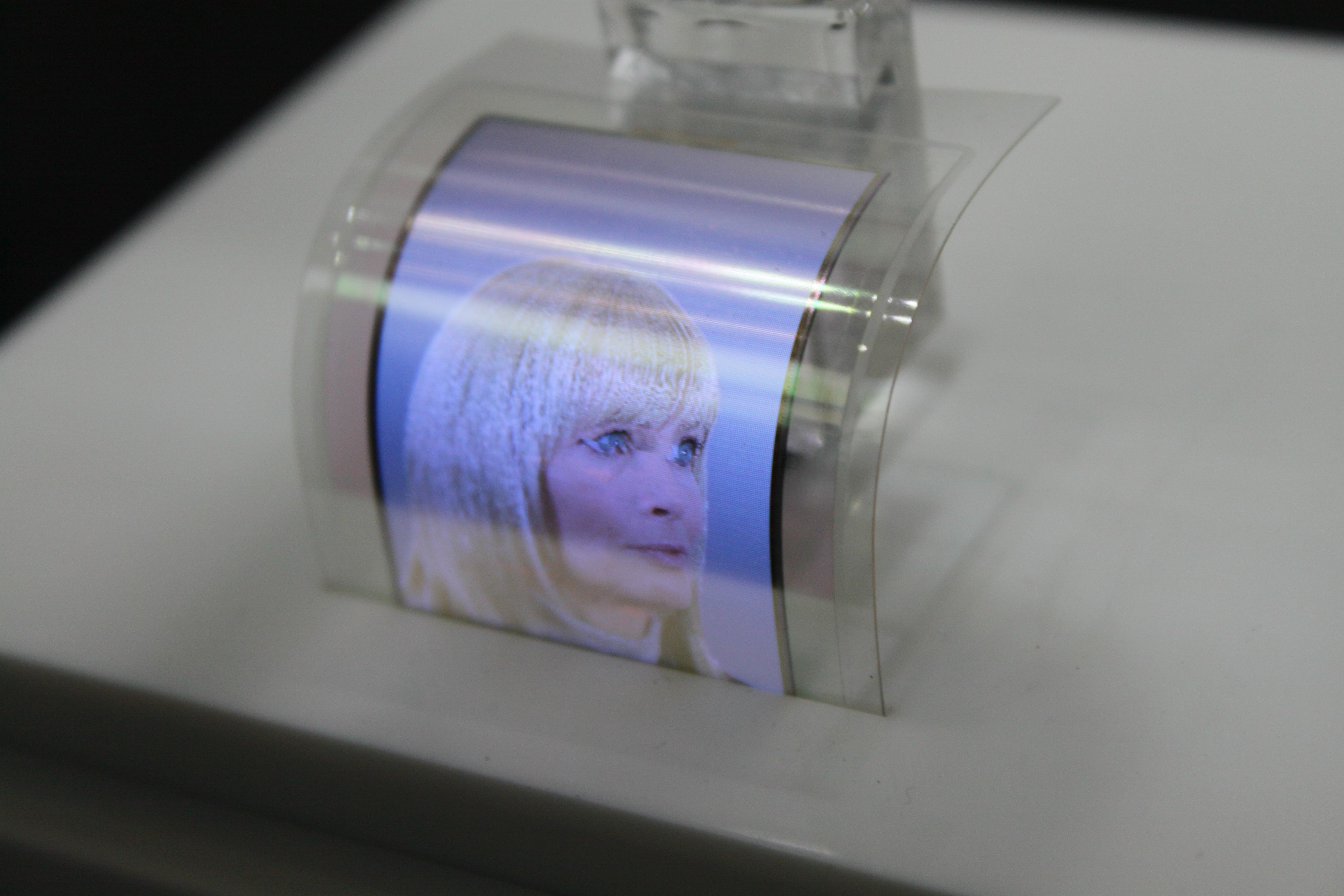
Pantallas basadas en diodos luminosos orgánicos

Debido a su elevado precio y a sus propiedades especiales, el uso del PVK se limita a ámbitos especiales. Se utiliza en tecnología de aislamiento, electrofotografía (por ejemplo, en fotocopiadoras e impresoras láser),para la fabricación de cristales fotónicos poliméricos,para diodos emisores de luz orgánicos y dispositivos fotovoltaicos Además, el PVK es un componente muy investigado en polímeros fotorrefractivos y, por tanto, desempeña un papel importante en holografía. Otra aplicación es la producción de copolímeros resistentes a la cocción con estireno.